# Alexius von Edessa

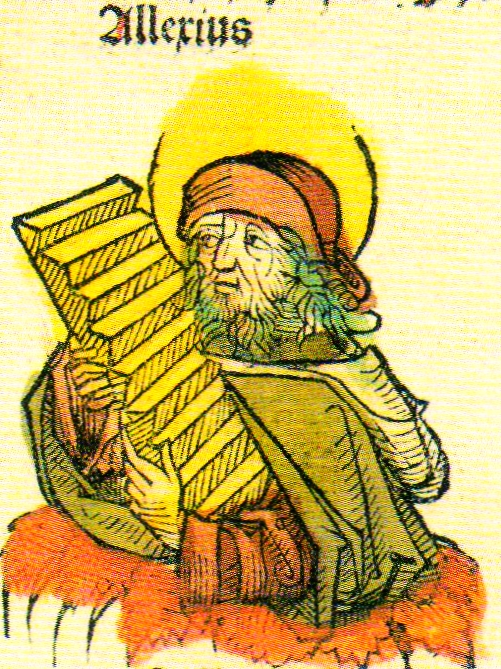
Der heilige Alexius mit dem Attribut der Treppe in Hartmann Schedels Weltchronik von 1493.

Alexius von Edessa (auch: Allexius der Bekenner, * in Rom oder Edessa; † um 430 in Edessa; laut Berns † 417) war ein Einsiedler. Heute wird er als Heiliger verehrt.

## Legenden

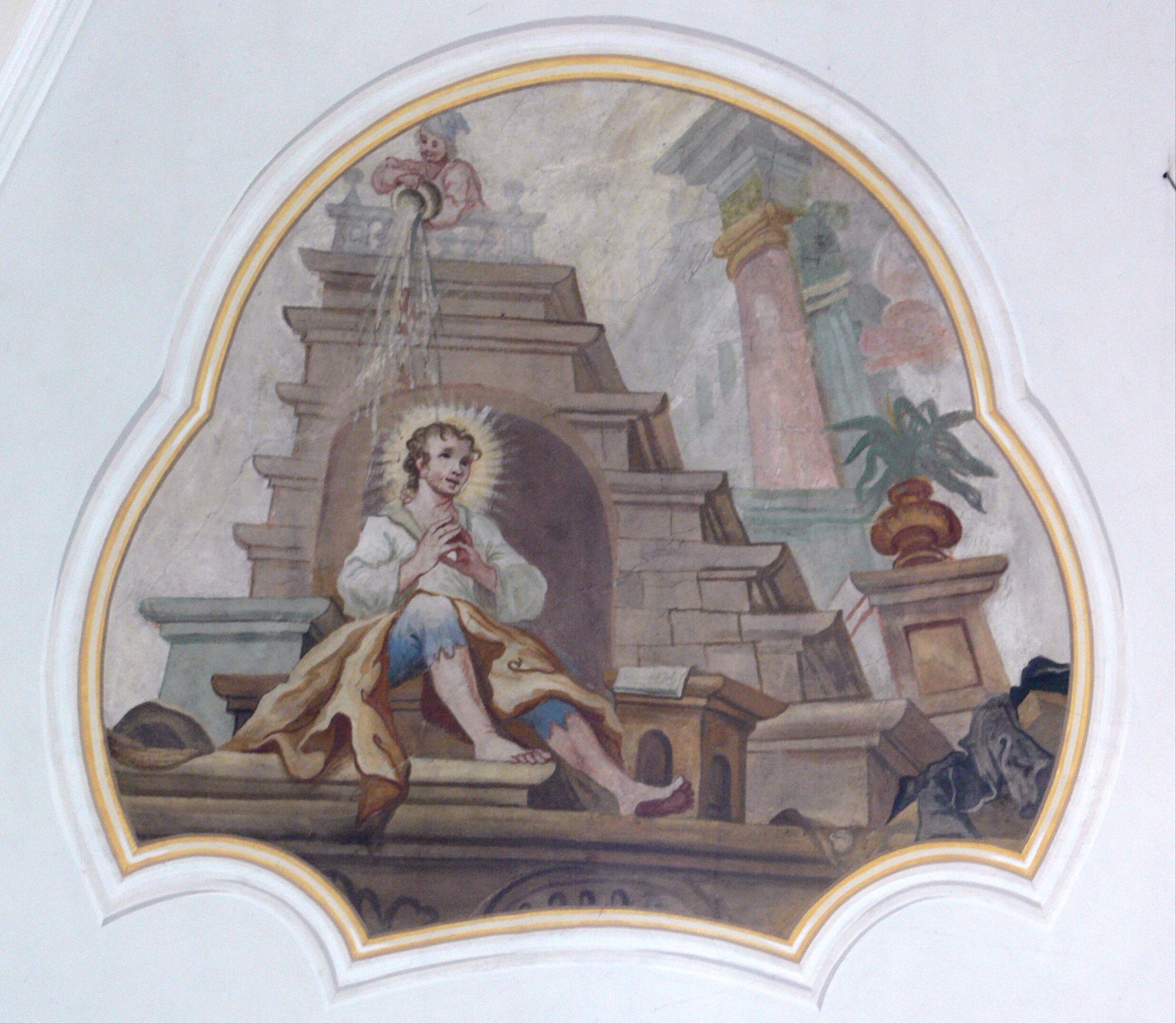
Der heilige Alexius unter der Treppe des Elternhauses, mit Spülwasser übergossen (Gemälde von Anton Maulbertsch in der Pfarrkirche Langenargen, 1732–1733).

Alexius war nach der ältesten Legende, einer syrischen Vita aus dem 5. Jahrhundert, Sohn des römischen Senators Euphemius und der Aglaia. Er verließ nach seiner Hochzeit die Eltern und seine angetraute Frau und floh nach Edessa, wo er als Einsiedler in Armut fromm lebte und bald schon hohe Verehrung erfuhr. In dieser frühesten Fassung der Legende taucht der Name „Alexius“ allerdings noch nicht auf.
Die Legende aus dem 10. Jahrhundert erzählt, dass Alexius 17 Jahre als Bettler vor einer Kirche in Edessa gelebt habe. Als dem Küster durch ein Gesicht kund wurde, dass dieser Bettler ein heiliger Mann sei, veranlasste er dessen Verehrung. Aber Alexius floh über See und wurde durch einen Sturm nach Rom zurückverschlagen, wo sein Vater den als Pilger Bettelnden nicht erkannte, aber mildtätig in sein Haus aufnahm. Wiederum 17 Jahre lebte Alexius unter der Treppe des Elternhauses, vom Gesinde mit Spülwasser übergossen, leidend und Geduld übend. Sterbend gab er sich durch ein Schreiben zu erkennen. Nach einer griechischen Fassung der Legende konnte nur der Kaiser Honorius, nach anderen Versionen nur der Papst oder die Braut den Brief aus der Hand des Toten lösen.
Seinen Leichnam zu berühren bewirkte Heilungen. Mit großen Ehren wurde er in der Kirche des Bonifatius von Tarsus in Rom bestattet.
Nach anderer Überlieferung lebte Alexius schon immer in Edessa und ist dort auch gestorben; demnach gelangte sein Kult im 10. Jahrhundert nach Rom.

## Verehrung

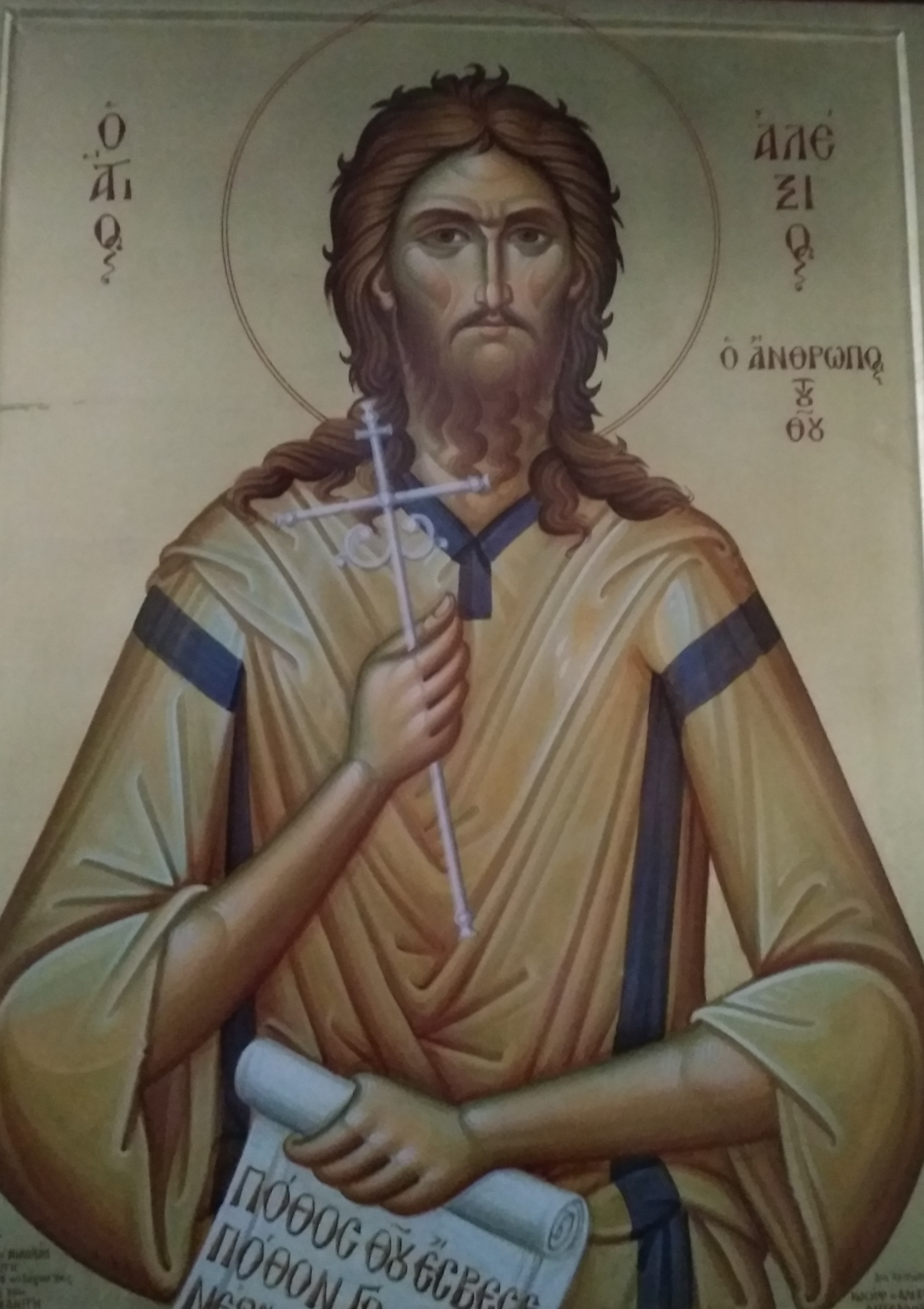
Griechische Ikone, Der heilige Alexius, der „Mensch Gottes“

Alexius’ Verehrung erlangte ihren Höhepunkt im Spätmittelalter und im Barock.

### Gedenktage
Sein Gedenktag ist in der katholischen Kirche der 17. Juli, in der orthodoxen Kirche der 17. März, bei den Monophysiten in Syrien der 12. März.
Die Bauernregeln für den 17. Juli lauten:
- Wenn Alexius verregnet heuer, werdn Korn und Früchte teuer.
- Wenn’s an Alexius regnet, ist die Ernt’ und Frucht gesegnet.

### Patronate
Alexius gilt als der Schutzpatron der Pilger, Bettler, Vagabunden, Kranken und weiterhin gegen Erdbeben, Blitz und Unwetter, Pest und Seuchen. Außerdem ist er Stadtpatron von Innsbruck, Kalavryta in Griechenland und der Orte Sant’Alessio in Italien.
Nach Alexius benannt sind die Alexianer, eine um 1350 gegründete katholische Brüdergenossenschaft nach der Regel des Augustinus von Hippo, die sich der Pflege von Kranken widmen. Zudem waren ihm eine Reihe von Alexiushospitälern geweiht.

### Orte der Verehrung

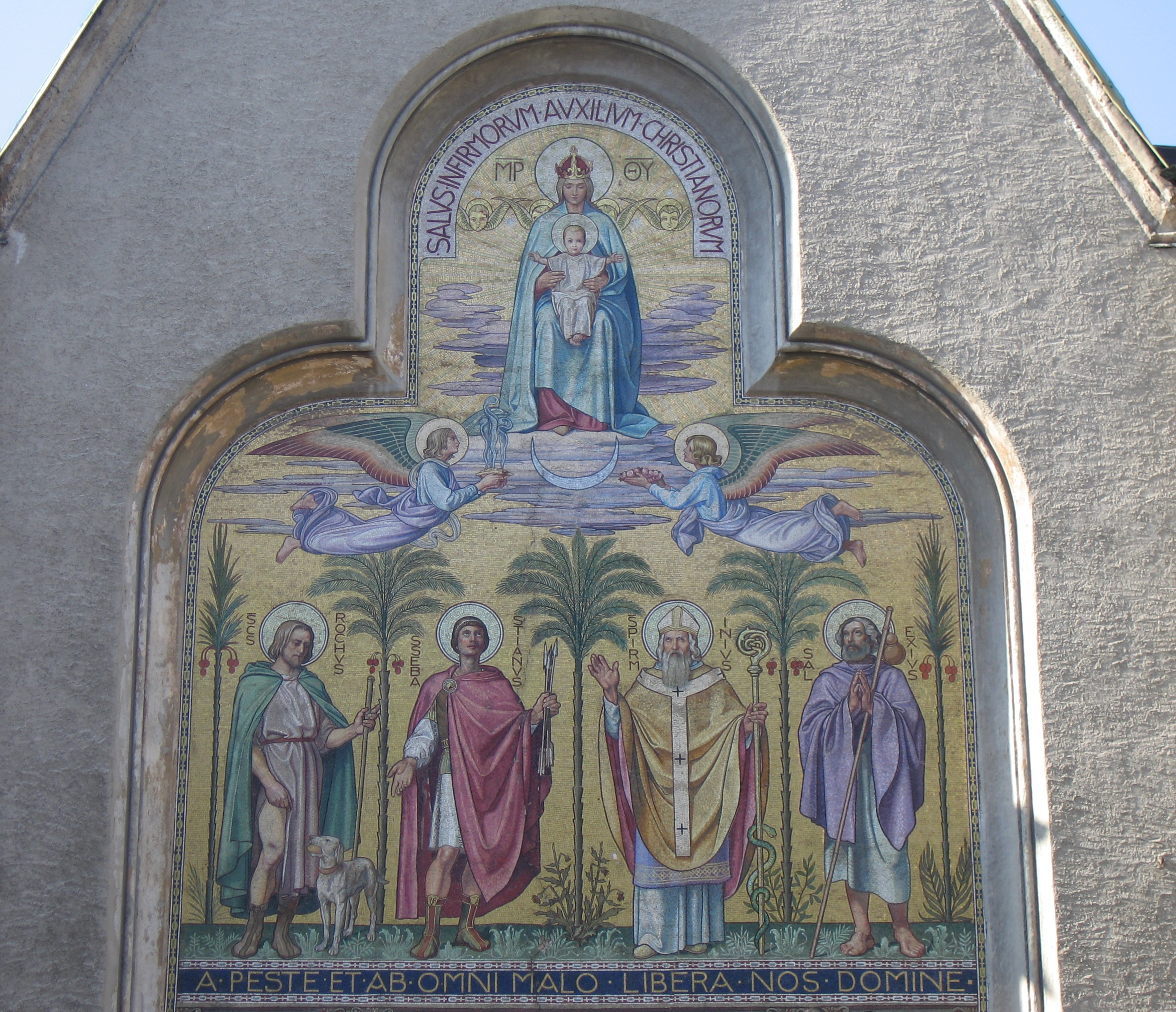
Der hl. Alexius neben den hll. Rochus, Sebastian und Pirmin, Fassadenmosaik an der Innsbrucker Dreiheiligenkirche

Reliquien existieren in Rom, Prag-Břevnov, Kalavryta und an anderen Orten.
Seinem Gedenken wurden zahlreiche Alexiuskirchen und -kapellen gewidmet.
Nach einem schweren Erdbeben am Alexiustag, dem 17. Juli 1670, erwählte die Innsbrucker Bürgerschaft den hl. Alexius zum zweiten Stadtpatron neben dem hl. Jakobus und gelobte eine jährliche Prozession und einen Festgottesdienst an seinem Festtag. Der Heilige wurde schon um 1600 an einem Seitenaltar der Siebenkapellenkirche verehrt, nach der Profanierung der Kirche unter Joseph II. wurde das Altarbild in die Dreiheiligenkirche übertragen, die damit zu den heiligen Sebastian, Pirmin und Rochus den hl. Alexius als vierten Patron bekam.

## Eintrag in der Schedelschen Weltchronik von 1493
Der heilige Alexius verfügt über einen eigenen Eintrag samt Porträt in Hartmann Schedels Weltchronik von 1493, einer Art Enzyklopädie des ausgehenden Mittelalters. Auf Blatt CXXXV heißt es:
„Alexius ein roemer vnd ein wirdiger vnnd heiliger beichtiger ist am. xvi. tag des monats Julii zu rom in dem haws seins vaters Eufemiani genant der ein rattherr was vnbekannt vnder einer steyg nach vil erliddner gedult gestorben vnd auf zu got gefaren. Bey des wundergeschiht voller begengknus oder begrebnus waren die kaiser Archadius vnd Honori’. dann er het umb gottes willen ein außdermaßen schoene gesposen verlassen.“
(Alexius, ein Römer und ein würdiger und heiliger Bekenner, ist am 16. Tag des Monats Juli zu Rom im Haus seines Vaters, Euphemius genannt, der ein Ratsherr war, unerkannt unter einer Treppe nach lang erlittener Geduld gestorben und zu Gott in den Himmel aufgefahren...)

## Literarische Bearbeitungen
Der Alexiusstoff ist zahlreich dichterisch bearbeitet worden.
- Verslegenden:
  - Vie de Saint Alexis – Alexiuslied (altfranzösisch, 11. Jahrhundert)
  - Konrad von Würzburg: Alexius (1275)
  - Vida de sant Alexis (14. Jahrhundert)
  - Historia e vita die Santo Alessio (1568)
- Prosafassungen:
  - Als solche in: Hermann von Fritzlar: Buch von der Heiligen Leben (1349)
  - Via de Sant Alexo (spanisch; um 1520)
  - Alexius unter der Treppe oder Geständnisse vor einer Katze. Roman von Kuno Raeber. Darmstadt 1973. ISBN 3-472-86336-6; zuletzt: Ullstein, Frankfurt/M. 1982. ISBN 3-548-26077-2
- Dramatische Bearbeitungen:
  - Le Miracle de Saint Alexis (2. Hälfte des 14. Jahrhunderts)
  - B. Diaz: Auto de Santo Alexio (portugiesisch; 1613)
  - L. de Massip: Le charmant Alexis (1655)
  - Der verborgene Edelstein oder der heil. Alexius. Drama in zwei Aufzügen von Nicolaus (Nicholas) Wiseman, Köln, Regensburg 1860, 112 S., aus dem Engl. übersetzt
  - Henri Ghéon: Le pauvre sous l'escalier (1920)

## Musikalische Bearbeitungen
- Camilla de Rossi: Oratorium S. Alessio, Komposition und Libretto, 1710. Handschriftliche Partitur in Wien Österreichische Nationalbibliothek.
- Stefano Landi: Dramma musicale Il Sant’Alessio, 1631, Libretto: Giulio Rospigliosi, Uraufführung: 2. März 1631 oder Februar 1632, Palazzo Barberini, Rom.